# ピエーヴェ・ディ・レードロ
ピエーヴェ・ディ・レードロ（イタリア語: Pieve di Ledro）は、イタリア共和国トレンティーノ＝アルト・アディジェ州トレント県レードロに属する分離集落（フラツィオーネ）。レードロの役場はこの地区に所在する。
かつては独立した自治体（コムーネ）であったが、2010年1月1日、ヴァッレ・ディ・レードロにある他の5つのコムーネ(コンチェーイ、ティアルノ・ディ・ソット、ティアルノ・ディ・ソプラ、ベッツェッカ、モリーナ・ディ・レードロ)と合併し、新自治体の一部となった。

## 地理

### 位置・広がり
レードロの中部、レードロ湖の北西岸に位置する。
独立したコムーネの時期には 19.00km2 の面積があり、中心地区の標高は660m、最低地点は655m、最高地点は1991mであった。

#### 旧隣接コムーネ
ピエーヴェ・ディ・レードロがコムーネであった当時の隣接コムーネは以下の通り。*は、ともにレードロに統合されたコムーネ。
- コンチェーイ - 北 *
- リーヴァ・デル・ガルダ - 東
- ベッツェッカ - 北西 *
- モリーナ・ディ・レードロ - 南東 *

- ピエーヴェ・ディ・レードロ
- メッツォラーゴ

## 社会

### 人口

#### 人口推移
旧コムーネの人口推移は以下のとおり。2009年末時点のコムーネ人口は862人であった。

### 居住地区別人口
旧コムーネについて、国立統計研究所（ISTAT）は居住地区（Località abitata）別の人口として以下を掲げている。統計は2001年時点。
| 地区名           | 標高     | 人口 | 備考                                      |
| ---------------- | -------- | ---- | ----------------------------------------- |
| PIEVE DI LEDRO   | 655/1991 | 585  |                                           |
| MEZZOLAGO        | 665      | 205  |                                           |
| PIEVE DI LEDRO * | 660      | 351  |                                           |
| VAL MARIA-PUR    | 674      | 22   | モリーナ・ディ・レードロの Pur 地区と連担 |
| Case Sparse      | -        | 7    |                                           |
| Lago di Ledro    | 655      | -    | 湖水                                      |

- ISTATは人口統計上、家屋密度の高い centro abitato （居住の中心地区）、密度の低い nucleo abitato （居住の核となる地区）、まとまった居住地区を形成していない case sparse （散在家屋）の区分を用いている。上の表で地名がすべて大文字で示されているものが centro abitato である。「*」印が付されているのは、コムーネの役場・役所 la casa comunale の置かれている地区である。